# 娅塞明·阿纳格兹
娅塞明·埃杰姆·阿纳格兹（土耳其語：Yasemin Ecem Anagöz，1998年10月14日—）生于伊兹密尔，是一名土耳其女子射箭运动员，主攻反曲弓。她在9岁时开始练习射箭，当时她的父母强迫她练习这一运动，她最初并不理解家人为何这样做，但随着练习的深入，她最终理解了。经过多年的练习，射箭已经成为她人生中重要的一部分，她也开始为自己定下大目标。